# Laboratorio Nacional Oak Ridge

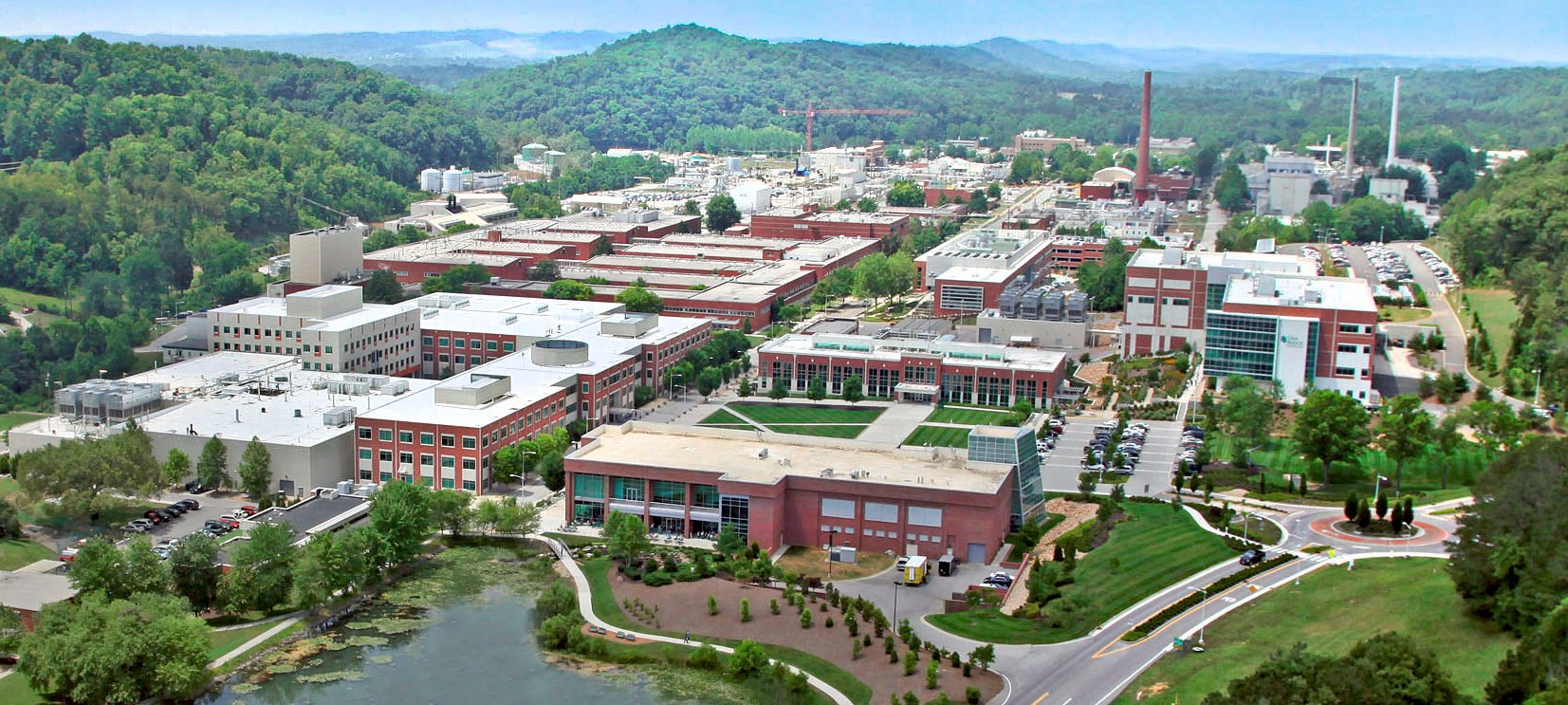
Vista aérea del Laboratorio Nacional Oak Ridge.

El Laboratorio Nacional Oak Ridge (en inglés: Oak Ridge National Laboratory, o ORNL) es un laboratorio nacional estadounidense de multiprogramas de ciencia y tecnología gestionado para el Departamento de Energía de los Estados Unidos por UT-Battelle, LLC. El ORNL está situado en Oak Ridge, Tennessee, cerca de Knoxville. Los científicos e ingenieros del ORNL dirigen tanto la investigación básica como la aplicada, para adquirir el conocimiento científico y establecer las soluciones tecnológicas que coadyuven a la capacidad técnica nacional en áreas claves de la ciencia; incrementen la disponibilidad de energía limpia y abundante; restauren y protejan el ambiente; y contribuyan a la seguridad nacional.
El ORNL también realiza otras funciones para el Departamento de Energía, incluyendo la producción de isótopos, la gestión de información, y el programa de administración técnica, y proporciona asistencia técnica y de investigación a otras organizaciones. 

## Programas de Investigación
El ORNL dirige actividades de investigación y desarrollo que alcanzan un amplio rango de disciplinas científicas. Las áreas más importantes de investigación se describen brevemente a continuación:
- Dispersión de neutrones: la “Spallation Neutron Source” (SNS), en combinación con el reactor de isótopos de alto flujo y la “Oak Ridge Electron Linear Accelerator Pulsed Neutron Source”, convertirá al ORNL en el centro líder mundial de la ciencia de neutrones. La investigación futura estará basada en estas instalaciones y por el “Joint Institute for Neutron Sciences”, que se está desarrollando en colaboración con la Universidad de Tennesseee y el Proyecto SNS para dar cabida a los miles de usuarios que se espera se produzcan cada año
- Sistemas biológicos: la iniciativa de la ORNL con relación a los sistemas biológicos complejos en genómica comparativa y genómica funcional, biología estructural y biología computacional y bioinformática. Esta iniciativa se centra en la capacidad técnica del ORNL y en las instalaciones en un amplio rango de campos biológicos relacionados con el reto de observar y comprender el funcionamiento de sistemas biológicos complejos.
- Energía: el ORNL es uno de los más importantes centros mundiales en la investigación y desarrollo sobre producción de energía, su distribución y consumo y en los efectos de las tecnologías de la energía sobre la sociedad. La producción, distribución y uso limpios, seguros y eficientes, han sido sus objetivos permanentes. En el ORNL, se utilizan instalaciones especiales para la investigación y el desarrollo energético, tanto para el desarrollo de la tecnología como para investigaciones fundamentales en las ciencias básicas de energía que soportan la tecnología.
- Materiales avanzados: científicos del ORNL están implicados en estudios que van desde la investigación básica a las últimas aplicaciones de virtualmente toda clase de materiales. La especialidad del ORNL tiene gran significado en síntesis de materiales, su fabricación y presentación y son aplicadas a todas las áreas importantes. Miles de científicos invitados acuden cada año al ORNL para hacer uso de sus instalaciones a nivel mundial.
- Seguridad Nacional: el ORNL proporciona a las agencias de los gobiernos federal, estatales y locales, la tecnología y los conocimientos para atender las necesidades nacionales. Esta tecnología y conocimientos también es compartida por la industria para reforzar la competitividad de la economía americana en los mercados mundiales
- Computación de altas prestaciones: el laboratorio dirige la investigación y desarrollo de la ciencia de la computación en una amplia variedad de campos
- Ciencias Químicas: el ORNL dirige la investigación tanto de base como de aplicación en un elevado número de áreas, incluyendo la catálisis, la química de superficie e interfacial; las transformaciones moleculares y la química de los combustibles, la de elementos pesados y radioactivos, la de soluciones acuosas y la geoquímica; la espectrometría de masas y la espectroscopia láser; la química de separaciones, la de materiales incluida la síntesis y caracterización de polímeros y otros materiales no pesados, la de biociencias y la de neutrones.
- Microscopio electrónico: el programa de microscopio electrónico del ORNL investiga temas claves sobre materia condensada, materiales científicos, química y nanotecnología.
- Medicina nuclear: la investigación del Laboratorio sobre medicina nuclear está centrada en el desarrollo de la mejora de la producción del reactor y los métodos de procesamiento para suministrar radioisótopos para medicina, el desarrollo de nuevos generadores de radionucléidos, y al diseño y evaluación de nuevos productos radiofarmacéuticos para aplicaciones en medicina nuclear y oncología.
- Física: la investigación en ciencias físicas del ORNL se centra fundamentalmente en estudio de las propiedades fundamentales de la materia en el núcleo atómico, y en los niveles de las partículas subatómicas y al desarrollo de instrumentos experimentales para atender a estos estudios.

## Instalaciones de Investigación
El Oak Ridge National Laboratory alberga un número de instalaciones de investigación experimental de alta sofisticación. Estos laboratorios de investigación se destinan a su uso por los científicos e ingenieros de la plantilla, así como a investigadores de universidades, industria, instituciones extranjeras, y otros laboratorios del gobierno. Para más información sobre estas instalaciones se puede consultar la Web del laboratorio.

### Instalaciones para el usuario
Algunas de las instalaciones de investigación del ORNL han sido calificadas como "user facilities" (instalaciones para el usuario) por el Departamento de Energía de Estados Unidos. El trabajo en las instalaciones para el usuario puede realizar en dos modalidades: como propietario o como no propietario. Más información sobre estas instalaciones y de cómo obtener el acceso a ellas, está disponible en la Web de las mismas.

## Hechos y cifras
El ORNL tiene una plantilla de más de 4.000 personas, que incluye a 1.500 científicos e ingenieros. El laboratorio acoge anualmente alrededor de 3.000 investigadores invitados que permanecen dos semanas o más en Oak Ridge; alrededor del 25 por ciento de ellos  proceden de la industria. El ORNL recibe 30.000 visitantes cada año, más otros 10 000 estudiantes. 
La dotación para el ORNL para el año fiscal 2005 excedió $1 millardo; el 80 por ciento de este importe procede del Departamento de Energía y el 20 por ciento restante de otros clientes federales y privados. UT-Battelle, el contratista de gestión y funcionamiento del Laboratorio, ha suministrado más de $6 millones en apoyo de la educación matemática y científica, el desarrollo económico y otros proyectos en la gran Región de Oak Ridge. 
El Laboratorio ocupa alrededor de 150 km², y el coste de reposición de sus edificios está estimado en alrededor de $7 millardos.

## Historia
Creado como una parte del Proyecto Manhattan en 1943, el Oak Ridge National Laboratory se fundó durante la Segunda Guerra Mundial cuando los científicos estadounidenses temían que la Alemania nazi desarrollaría rápidamente una bomba atómica. Construido por el Cuerpo de Ingenieros Militares de los Estados Unidos en menos de un año en un terreno agrícola aislado en las montañas de East Tennessee, Oak Ridge se convirtió en una "ciudad secreta" que en el plazo de dos años albergó a más de 75.000 residentes. 
El objetivo del Proyecto Manhattan era separar y producir uranio y plutonio para su uso en el desarrollo de un arma nuclear. Estas labores se llevaron a cabo en tres instalaciones, codificadas como Y-12, X-10 (que más tarde se convirtió en el Oak Ridge National Laboratory) y K-25. K-25 era una planta de difusión gaseosa diseñada para separar el U-235 del U-238. Y-12 se dedicó a la separación electromagnética del U-235. X-10 era una planta de demostración para el proceso de producir plutonio a partir de uranio mediante bombardeo nuclear.
Trabajando con nombres ficticios en el reactor de grafito de X-10, Enrico Fermi y sus colaboradores desarrollaron la primera reacción nuclear sostenida mundial, que condujo a la bomba atómica que finalizó la guerra.
La implicancia del ORNL con las armas nucleares se acabó con el fin de la guerra fría. Los conocimientos científicos del Laboratorio se cambiaron en los años 1950 y 1960 en investigación pacífica en medicina, biología, material y física. Durante ese período el Reactor de Grafito se utilizó para producir los primeros radioisótopos médicos para el tratamiento del cáncer. 
Como consecuencia de la creación del Departamento de Energía USA en 1977, la misión del ORNL se amplió para incluir la investigación en el desarrollo de la producción y consumo de energía. El final de la guerra fría y el crecimiento del terrorismo internacional llevó a una posterior expansión de la investigación en campos relacionados con las tecnologías de la seguridad nacional. Con la entrada en el siglo XXI, nuevos programas de disciplinas cruzadas en materiales de nanofase, supercomputadoras y biología han conducido a la utilización de la expresión "nano-info-bio" para describir la agenda de investigación de la síntesis emergente del ORNL.

### Información general
- Oak Ridge National Laboratory Web Oficial del ORNL
- ORNL News Informaciones de prensa, de RSS, publicaciones
- Video Introduction Visión general del Laboratorio y de sus programas principales
- Información RSS y de difusión Pod
- ORNL Review La revista de investigación y desarrollo del Laboratorio
- Índice del ORNL

### Hechos y cifras
- Institutional Plan
- Annual Site Environmental Report

### Programas de Investigación
- Ciencia de los Neutrones
- Sistemas Biológicos
- Energía
- Materiales Avanzados
- Seguridad Nacional
- Computación de Alto Nivel
- Chemical Sciences
- Microscopio Electrónico
- Nuclear Medicine
- Physics

### Instalaciones de Investigación
- Instalaciones de Investigación
- Instalaciones para el usuario

### Divisiones de Investigación
- Accelerator Systems
- Center for Nanophase Materials Sciences
- Chemical Sciences
- Computational Sciences and Engineering
- Computer Science and Mathematics
- Condensed Matter Sciences
- Conventional Facilities
- Engineering Science and Technology
- Environmental Sciences
- Experimental Facilities
- Fusion Energy
- HFIR Center for Neuton Scattering
- Life Sciences
- Metals and Ceramics
- Networking and Computing Technologies
- Nuclear Science and Technology
- Physics
- Project and Site Support Office
- Research Reactors

### Historia
- Web de Historia del Laboratorio
- Galería de Fotos Históricas

### Organizaciones e Instalaciones Relacionadas
- U.S. Department of Energy
- U.S. Department of Energy, Oak Ridge Office
- UT-Battelle Contratista de operación y gestión del Laboratorio.
- Battelle Memorial Institute
- University of Tennessee
- Oak Ridge Associated Universities
- Oak Ridge Institute for Science and Education
- East Tennessee Technology Park Archivado el 6 de febrero de 2007 en Wayback Machine. Web de la antigua Planta de Difusión Gaseosa K-25
- Y-12 National Security Complex
- American Museum of Science & Energy